# Hong Kong Moments
Hong Kong Moments ist ein 2020 erschienener Dokumentarfilm von Bing Zhou über die Proteste in Hongkong 2019/2020. Der Film dauert 95 Minuten.
Der Film wurde von der  gebrueder beetz filmproduktion in Kooperation mit Sun Media International, WDR und ARTE produziert.
Der Film war Teilnehmer des DOK.fest München 2020 und des Hot Docs Canadian International Documentary Festivals.